# Vito Bratta
Vito Bratta, född 1 juli 1961 på Staten Island, New York, är en amerikansk musiker. Han var mellan 1983 och 1991 gitarrist och huvudsaklig låtskrivare i rockgruppen White Lion.
Efter att White Lion splittrades 1991 så försvann han från musikscenen och lever sedan dess ett tillbakadraget liv hemma på Staten Island. Hans första intervju efter splittringen skedde i radio 2007, där han medgav att han skadat sin handled senare på 90 talet, vilket gör det svårare för honom att spela samt att han tar hand om sin familj numera istället för att hålla på med musik. Han har efter detta sällan gjort  några mer intervjuer eller synts till offentligt. 
Några av hans mest uppskattade solon  är i låtar som  "Little fighter", "Wait" och "Tell me". Ett annat mästerverk är låten "When the children cry". 
Bratta har bland sina primära influenser nämnt bland annat Edward Van Halen, Elton John, Randy Rhoads, Journey och Boston. Den förstnämnda av dessa hörs antagligen tydligast, framförallt genom Brattas spelstil. Brattas vision var att skapa tung men ändå melodiös musik. Influensen från Boston kan uppfattas lättast genom "soundet" på Brattas gitarrpålägg på de senare inspelningarna i White Lion. Live (och även på första White Lion s albumet) har Bratta ett mer "jordnära" och okonstlat sound. På senare inspelningar används allt oftare det stakt färgade ljudet som förknippas med Bostons skivor. Influenserna från Edward Van Halen lyser igenom tydligt under alla inspelningar med White Lion och i vissa avseenden har Bratta fört den spelstilen framåt (förf. åsikt). Dock har Bratta aldrig funnit en plats bland stilbildande gitarrister som Edward Van Halen, Gary Moore, Yngwie Malmsteen m.fl. kanske mest beroende att han utvecklat en redan uppskattad spelstil.

1988 vann han utmärkelsen "Best New Guitarist" av tidningen Guitar Magazine.